# Quận Deaf Smith, Texas
Quận Deaf Smith (tiếng Anh: Deaf Smith County) là một quận trong tiểu bang Texas, Hoa Kỳ. Quận lỵ đóng ở thành phố Hereford6.